# Glasgow Golf Club
De Glasgow Golf Club is een oude golfclub in Schotland. Op de ranglijst van oudste clubs ter wereld staat hij nummer 9.

## Geschiedenis
De golfclub werd opgericht in mei 1787 en was toen de enige golfclub aan de Schotse westkust. Oprichters waren 22 welgestelde kooplui en officieren. Ze speelden eerst op een modderig grasveld in Glasgow Green, het oudste park in Glasgow.

Tussen 1787 en 1904 verhuisde de club een paar keer. Door de oorlog tegen Napoleon slonk het aantal spelers. In 1809 kwamen de militairen terug en werd er weer gespeeld. In 1870 was het ledenaantal zozeer toegenomen dat de behoefte ontstond om een 18 holesbaan te hebben. De club verhuisde naar het Queen's Park en in 1874 naar het Alexandra Park. Toen die baan te vol werd, werd gezocht naar een nieuwe locatie, maar men wilde de baan van Glasgow Gailes behouden.
In 1895 volgde een uitbreiding naar Killermont, waar het een besloten club werd. In 1903 sloot de golfclub en huurcontract voor 20 jaar met de Duke of Portland, eigenaar van Killermont House (1805). De Killermont-baan werd in 1904 geopend en lag op zijn landgoed. Het huurcontract werd in 1922 eeuwigdurend, maar in 1924 kon de golfclub het land kopen. 
De club heeft nu dus twee golfbanen:
- Killermont heeft een par van 70 en werd ontworpen door Old Tom Morris.
- Glasgow Gailes heeft een par van 71 en werd in 1912 aangelegd door Willie Park jr.